# Castillo de Valderrobres

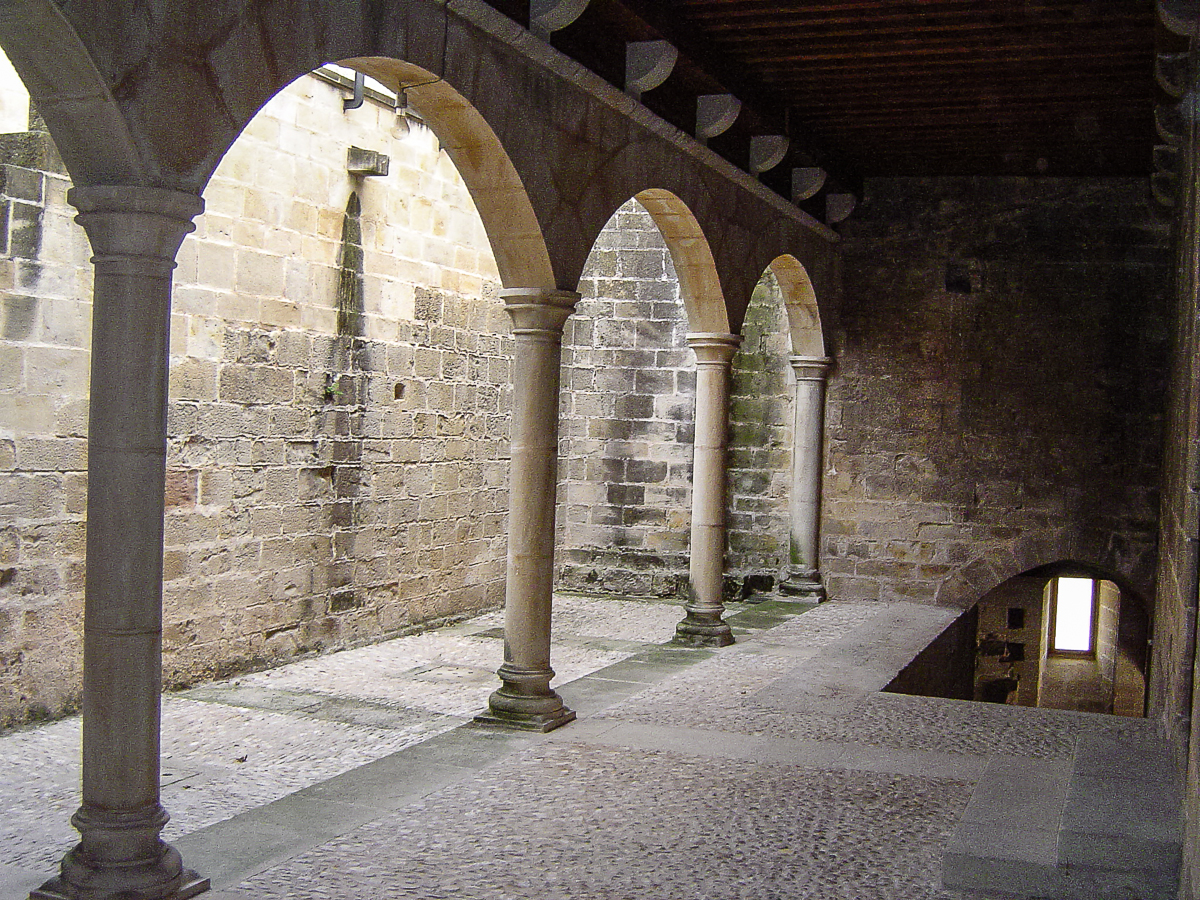
Pórticos y arcadas interiores

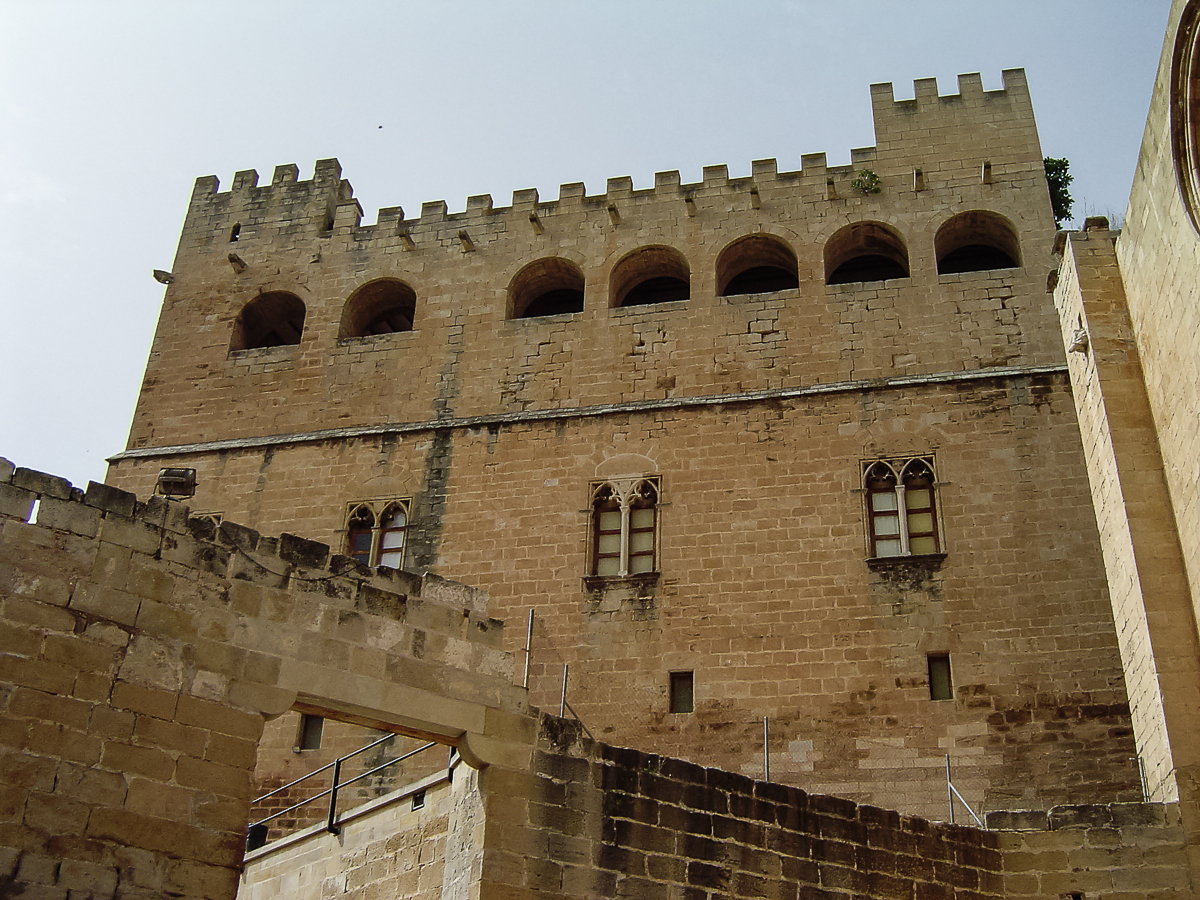
Fachada principal del castillo

El castillo-palacio de Valderrobres (provincia de Teruel, España) tiene su origen probablemente en los finales del siglo XII, pero no es en absoluto desechable la idea de que tenga un origen mucho más antiguo.
En 2021 culminó su restauración.

## Historia
La villa estuvo bajo jurisdicción del Arzobispado de Zaragoza entre finales del siglo XII y principios del siglo XIX. El castillo fue levantado en su mayor parte durante las prelaturas de los arzobispos don García Fernández de Heredia (1382-1411) y don Dalmacio de Mur y Cervellón (1431-1456). Su aspecto es más palaciego que militar, ya que apenas cumplía funciones defensivas. La única certeza es que está construido en torno a una roca natural (cuya cúspide aún puede verse en su segunda planta) fortificada para servir como elemento defensivo, bien por los cristianos en el proceso de reconquista o por alguna de las culturas precristianas que habitaron estas tierras.
A finales del siglo XIV, el arzobispo García Fernández de Heredia comienza la transformación del castillo defensivo en un palacio episcopal. Reconstruye y amplia la planta baja, la primera planta y deja su sello personal en los numerosos escudos heráldicos que se encuentran en sus estancias. García muere en 1411, pero su tarea es continuada por sus sucesores en el cargo y muy especialmente por Dalmau de Mur, un arzobispo de origen catalán responsable de la reconstrucción de la segunda planta y parte alta del castillo. Hasta finales del siglo XVII los arzobispos de Zaragoza siguieron siendo los Señores del castillo, comenzando después un progresivo abandono y ruina que lo dejaría en un estado lamentable.
En 1931 es declarado monumento nacional, pero las actuaciones para su reconstrucción no comenzarían hasta 1977, y en especial hasta los años 1982 y 1983, cuando se recuperan bóvedas y suelos de buena parte del antiguo palacio.
Hoy en día, el castillo de Valderrobres continúa buscando su antiguo esplendor, habiéndose convertido en un espacio para la cultura donde tienen lugar exposiciones, congresos y actuaciones de música.

## Descripción
Construcción defensiva de grandes proporciones que presenta planta irregular, adaptada al terreno, organizada en torno a un patio central. Actualmente todavía se conservan algunas de sus salas como las bodegas, caballerizas, cocina, Sala de las Cortes, Sala de los Leones y la Cámara Dorada.
La entrada se sitúa en la fachada principal, abierta en el muro sudoeste mediante puerta ojiva. A la izquierda de la misma se sitúan las caballerizas y alojamientos de servidumbre. En el frente se sitúa una gran sala rectangular con poyal que recorre todo el recinto excepto los vanos. Subsisten los arcos rebajados que sostendrían los forjados a modo de arcos diafragmas. De las salas restantes se conservan los muros, ventanales y arcos principales. Algunas ventanas ajimezadas con decoración al exterior. En el interior, diversos arcos de medio punto empotrados en el muro. La planta alta presenta una galería de amplios arcos de medio punto y se aprecian restos de ménsulas con vuelo de un metro, decoradas con rollos, en algunos puntos. El remate almenado se realiza con tres falsas torrecillas también almenadas.
Delante del castillo hay una plaza de armas con entrada cercana a los pies de la iglesia y otra en la parte lateral, intramuros. Edificio rodeado de muralla de vara y media de espesor con algunos cubos que aún se conservan. Los muros son de sillería caliza.